# Hendrik Lambertus
Hendrik Lambertus (* 22. Februar 1979 in Hannover als Hendrik Braesch) ist ein deutscher Schriftsteller und Schreibcoach.

## Leben und Werk
Hendrik Lambertus studierte Skandinavistik, ältere Germanistik und Indologie an der Universität Tübingen, wo er mit einer Arbeit über die spätmittelalterliche Literatur Islands promovierte. Mit seiner Frau und seinen vier Kindern lebt er in der Nähe von Bremen und betreibt dort eine Schreibwerkstatt.
Er schreibt hauptsächlich phantastische und historische Bücher für Kinder, Jugendliche und Erwachsene. Sein Debüt Zwillingsblut 1: Der Kampf der Zwerge, das 2018 bei Bastei Lübbe erschien, wurde für den Phantastik-Literaturpreis SERAPH nominiert. Zudem hat er Kurzgeschichten in einigen Anthologien veröffentlicht.
Er ist Mitglied im Phantastik-Autoren-Netzwerk PAN, bei den „Weserautor:innen“ und beim PEN-Zentrum Deutschland.

## Preise und Nominierungen
- 2011: Erster Platz bei der Ausschreibung „Auf Lebenszeit“ (Corona Magazine 255) für die Kurzgeschichte Der Auxiliator[4]
- 2011: Erster Preis bei der Ausschreibung „Mondgeschichten“ (freie Redaktion XUN) für die Kurzgeschichte Die Mondkorsaren[4]
- 2019: Nominierung für den SERAPH (Longlist) in der Kategorie „Bestes Debüt“ für Zwillingsblut – Der Kampf der Zwerge[5]
- 2019: „Boys and Books“-Toptitel für Jungen für Die Mitternachtsschule 1: Erste Stunde – Geisterkunde[6]
- 2023: Nominierung für den Goldenen Homer (Shortlist) für „Der Zorn der Flut“[7]

## Werke (Auswahl)
Romane für Erwachsene
- Zwillingsblut 1: Der Kampf der Zwerge. Bastei Lübbe, 2018, ISBN 978-3-404-20910-1.
- Zwillingsblut 2: Die Magie der Elben. Bastei Lübbe, 2019, ISBN 978-3-404-20936-1.
- Zwillingsblut 3: Der Zorn der Orks. Bastei Lübbe, 2019, ISBN 978-3-404-20951-4.
- Das Erbe der Altendiecks. Eine Uhrmacher-Saga. Rowohlt, Hamburg 2020, ISBN 978-3-499-27608-8.
- Der Zorn der Flut. Rowohlt, Hamburg 2022, ISBN 978-3-499-00832-0.
- Feuer und Erz. Historischer Roman. Rowohlt, Hamburg 2024, ISBN 978-3-499-01260-0.

Kinderbücher
- Nicodemus Faust und das Haus der hundert Schlüssel. Ueberreuter, 2018, ISBN 978-3-7641-5147-8.
- Die Mitternachtsschule 1: Erste Stunde – Geisterkunde. Ueberreuter, 2019, ISBN 978-3-7641-5157-7.
- Die Mitternachtsschule 2: Lektion zwei – Sirenenschrei. Ueberreuter, 2020, ISBN 978-3-7641-5186-7.
- Die Mission der tollkühnen Bücher. Ueberreuter, 2020, ISBN 978-3-7641-5173-7.
- Die zweite Mission der tollkühnen Bücher. Ueberreuter, 2021, ISBN 978-3-7641-5204-8.
- Die dritte Mission der tollkühnen Bücher. Ueberreuter, 2022, ISBN 978-3-7641-5234-5.
- Schwarzes Glas. Die Reise in die Zwischenwelt. Ueberreuter, 2020, ISBN 978-3-7641-5165-2.
- The Magic Flute. Das Vermächtnis der Zauberflöte. Ueberreuter, 2022, ISBN 978-3-7641-5226-0.
- Die Zauberflöte. Eine Nacherzählung der berühmten Oper mit Bildern aus dem Kinofilm. Ueberreuter, 2022, ISBN 978-3-7641-5235-2.
- WOW – Nachricht aus dem All. Nach einem Drehbuch von Marc Meyer. Carlsen, 2023, ISBN 978-3-551-32183-1.
- Zauberakademie Siebenstern 1: Bestehst DU das magische Abenteuer? Ueberreuter, 2023, ISBN 978-3-7641-5254-3.
- Zauberakademie Siebenstern 2: Finde DEINEN magischen Tiergefährten! Ueberreuter, 2023, ISBN 978-3-7641-5261-1.
- Zauberakademie Siebenstern 3: Rettest DU die magische Schule? Ueberreuter, 2024, ISBN 978-3-7641-5273-4.
- Zauberakademie Siebenstern 4: Erschaffe DEINEN Zauberstab! Ueberreuter, 2025, ISBN 978-3-7641-5303-8

Sachbücher
- Die beste Schule für mein Kind. Freie Schulen: Waldorf, Montessori und Co. mit Lucinde Hutzenlaub und Petra Plaum, Eden Books, 2017, ISBN 978-3-95910-126-4.

Hörbücher
- Das Erbe der Altendiecks. Eine Uhrmacher-Saga. Gelesen von Oliver Erwin Schönfeld. Argon Verlag, 2020.
- The Magic Flute. Das Vermächtnis der Zauberflöte. Das Hörbuch zum Film. Gelesen von Silvester von Hösslin. Leonine Audio, 2022.
- Der Zorn der Flut. Gelesen von Stephan Benson. Audible Studios, 2024.